# Álvaro de Moya
Álvaro de Moya (São Paulo, 19 juillet 1930 - São Paulo, 14 août 2017) est un journaliste, écrivain, producteur de cinéma, illustrateur et réalisateur de cinéma et de télévision brésilien. Il est considéré par certains comme le plus grand spécialiste de bande dessinée au Brésil.

## Biographie
Professeur en retraite de l'université de São Paulo, il est l'un des organisateurs de la Première Exposition internationale de la bande dessinée (avec Jayme Cortez, entre autres), en 1951, à São Paulo. C'est la première exposition de bandes dessinées de l'histoire du Brésil.
Il travaille nombreuses années à la télévision, où il conçoit les panneaux d'ouverture de TV Tupi. Moya fait partie de l'équipe d'ouverture de TV Bandeirantes et est réalisateur de TV Excelsior.
Il représente le Brésil dans plusieurs congrès sur la bande dessinée dans le monde, comme à Rome, Buenos Aires, New York et Lucca, l'un des principaux au monde. Correspondant du magazine Wittyworld aux États-Unis, il collabore à des encyclopédies publiées en France, en Espagne, en Italie et aux États-Unis. Choisi par l'Université de Rome « La Sapienza », il est le seul représentant d'Amérique latine à un événement organisé en Italie, visant à évoquer le centenaire de la bande dessinée.
Il réalise également des dessins animés et des illustrations avec des thèmes brésiliens. Dans Editora Abril, il réalise des couvertures pour les bandes dessinées Disney comme O Pato Donald et Mickey. Il produit les bandes dessinées de A Marcha, d'Afonso Schmidt, pour Editora Brasil América, Macbeth de William Shakespeare pour Editora Outubro et la biographie de Zumbi dos Palmares pour Editora La Selva.
En 1970, il sort le livre Shazam!, un livre avec recherches sur l'histoire de la bande dessinée avec collaboration d'experts qui débattent de l'influence pédagogique et psychologique de la bande dessinée et de son influence sur la culture, traitant la bande dessinée non seulement comme un pur divertissement, mais aussi comme un moyen de communication qui mérite l'attention des universitaires. En 1976, il traduit et écrit la préface de l'édition brésilienne de Para leer al Pato Donald d'Ariel Dorfman et Armand Mattelart, aux éditions Paz e Terra.